# Grandidierite
La grandidierite è un minerale raro di colore verde-blu, giallo-blu o blu-verde, trovato per la prima volta in Sri Lanka.
Prende il nome dall’esploratore e naturalista francese Alfred Grandidier (1836-1921), che all'inizio del ventesimo secolo, mentre era impegnato in un approfondito studio del Madagascar, luogo dove oggi viene estratta la maggior parte di questa pietra, fu il primo a pubblicarne una descrizione (1902). 
Oggi esistono quantità estremamente limitate di grandidierite sfaccettata – circa due dozzine soltanto.
Il costo approssimativo di questo minerale unico è di più di 30.000 dollari a carato. Dopo il diamante rosso, questa gemma è in assoluto la più rara e insieme la più costosa al mondo.